# یواس‌اس ارتیسان (ای‌اف‌دی‌بی-۱)
یواس‌اس ارتیسان (ای‌اف‌دی‌بی-۱) (به انگلیسی: USS Artisan (AFDB-1)) یک کشتی بود که طول آن ۹۲۷ فوت (۲۸۳ متر) بود. این کشتی در سال ۱۹۴۳ ساخته شد.